# Bröderna Dalton skjuter skarpt
Bröderna Dalton skjuter skarpt (Nitroglycérine) är ett Lucky Luke-album från 1987. Det är det 57:e albumet i ordningen, och har nummer 55 i den svenska utgivningen.

## Handling
1862 bestämdes att man skulle börja bygga Pacific Railroad i USA från östra till västra kusten. Central Pacific får bygga från Sacramento och österut medan Union Pacific får bygga från Omaha och västerut.
De två företagen försöker stoppa varandra. Vid ett sabotageförsök mot en flodbåt nära ett fängelse lyckas Bröderna Dalton rymma. Central Pacific får skydd av Lucky Luke, och Bröderna Dalton försöker råna ett tåg som transporterar nitroglycerin, eftersom de tror det är guld, och att "Nitro" är namnet på den plats det skall levereras till.

## Bild
På slutsidorna i den svenskspråkiga versionen visas en svartvit målning där kinesiska och europeiska arbetare färdigställer de sista kilometrarna på Union Pacific-banan.

## Svensk utgivning
- Morris; Van Banda, Lo Hartog, (översättare: Kåre Persson) (1987). Bröderna Dalton skjuter skarpt. Lucky Lukes äventyr: 55. Stockholm: Bonniers Juniorförlag. Libris 7285786. ISBN 91-48-51525-6
- I Lucky Luke – Den kompletta samlingen ingår albumet i "Lucky Luke 1985-1987". Libris 10302081. ISBN 91-7134-416-0